# 魯吉拉
魯吉拉是印度的城市，由奧里薩邦負責管轄，位於該國東部，距離首府布巴內什瓦爾340公里，始建於1955年，海拔高度2米，每年平均降雨量1,448毫米，2011年人口273,217。

## 外部連結
- Rourkela in Google Maps
- Rourkela Panthanivas